# 全栃木野球クラブ
全栃木野球クラブ（オールとちぎやきゅうクラブ）は、栃木県栃木市に本拠地を置き、日本野球連盟に加盟している社会人野球のクラブチームである。

## 概要
1985年、『全栃木野球倶楽部』として結成。
2006年より、元プロボクサーで地元出身のガッツ石松が総監督に就任するに当り、チーム名にガッツの冠を付け『ガッツ全栃木野球クラブ』に改称した。
2009年、全日本クラブ野球選手権大会で全国2連覇中だった茨城ゴールデンゴールズを北関東予選で破り、初めて全国大会へコマを進めた。
2010年限りでガッツ石松が総監督を退いたため、翌2011年からチーム名を『全栃木野球クラブ』と改名している。

## 主要大会の出場歴・最高成績
- 全日本クラブ野球選手権大会 - 出場2回

## 元プロ野球選手の競技者登録
- 中野佐資（元:阪神タイガース） - 外野手兼監督 → 退団